# Побег из тюрьмы (фильм, 1994)
«Побег из тюрьмы» (англ. Jailbreakers) — телефильм режиссёра Уильяма Фридкина.

## Сюжет
Сюжет разворачивается в 1950-е годы. Энджел — пятнадцатилетняя девушка-чирлидерша, у которой вся жизнь ещё впереди. Она влюбляется в Тони Фелкона, продавца наркотиков, и попадает в неприятности. Тони оказывается в тюрьме. Энджел отстраняется от семьи, а друзья не хотят с ней даже разговаривать. Семья принимает решение сменить обстановку и переехать.
Энджел начинает новую жизнь и влюбляется в другого молодого человека. Однако счастливая жизнь прерывается, когда Тони убегает из тюрьмы. Они с Энджел пытаются сбежать в Мексику, преследуемые полицией и отцом Энджел.

## В ролях
- Шеннен Доэрти — Энджел Нортон
- Антонио Сабато мл. — Тони
- Шон Уэйлен — Тату
- Эдриан Броуди — Скинни
- Талберт Мортон — Уэйл
- Луан Гидеон — П. Е. Коуч
- Керри Рэндлс — Мисси
- Джули Ст. Клер — Мери
- Винс Эдвардс — мистер Нортон
- Джонни Ла Спада — Гэри
- Стивен Кристофер Янг — Сплинт
- Кристиан Клемаш — первый член банды
- Джейсон Кристофер — второй член банды
- Рональд Макуортер — владелец кофейни
- Мартин Эрик — владелец ресторанчика
- Эдриенн Барбо — миссис Нортон
- Грегори Саймон — сержант Деск
- Патрик Тодд — Ромео
- Джули Ариола — миссис Винн
- Джеймс Хауэлл — Стивен
- Джой Охман — Беннинг
- Мерлин Попплтон — охранник
- Крис Конрад — Джек
- Дэна Баррон — Сью
- Чарльз Нэпьер — Horse Connection
- Джордж Гердес — лейтенант Кларк
- Тим Колсери — патрульный
- Крис Хауэлл — сотрудник АЗС
- Вм. Джон Ангуло — начальник мексиканской полиции
- Ричард Боннер — полицейский

## Съёмочная группа
- Режиссёр — Уильям Фридкин
- Продюсеры — Лу Аркофф, Эми Громан Дэнзигер, Дебра Хилл, Уилли Катчер, Ллевелин Уэллс
- Сценаристы — Дебра Хилл и Джиджи Ворган
- Оператор — Кэри Фишер
- Композитор — Хамми Мэнн